# I Wanna Be Your Slave
I Wanna Be Your Slave è un singolo del gruppo musicale italiano Måneskin, pubblicato il 18 giugno 2021 come terzo estratto dal secondo album in studio Teatro d'ira - Vol. I.

## Descrizione
Insieme a For Your Love si tratta dell'unico brano dell'album ad essere cantato esclusivamente in lingua inglese. Come spiegato dal frontman Damiano David, il testo rappresenta «un modo per descrivere con crudezza tutte le sfaccettature della sessualità e come possono essere influenti nella vita di tutti i giorni. Abbiamo inserito dei contrasti: "I'm the devil, I'm a lawyer, I'm a killer, I'm a blonde girl", vogliamo far passare l'idea che non dobbiamo per forza avere una sola identità, ognuno può avere tante sfaccettature».

### Versione con Iggy Pop
Il 3 agosto 2021 il gruppo ha pubblicato sui propri profili social un breve video-saluto insieme al cantante punk rock statunitense Iggy Pop, parlando di novità in arrivo. Il giorno successivo è stata annunciata una nuova versione del brano proprio in collaborazione con Iggy Pop.
La nuova versione del brano è stata pubblicata il 6 agosto 2021, su tutte le piattaforme di download e in streaming, oltre ad un vinile 7" in tiratura limitata a 5 000 copie.

## Promozione
A seguito della loro vittoria all'Eurovision Song Contest 2021, nel mese di giugno i Måneskin hanno iniziato a promuovere il brano insieme al precedente singolo Zitti e buoni attraverso vari programmi televisivi europei. Dopo essersi esibiti al programma svedese Lotta på Liseberg e a quello francese Quotidien della TMC, il gruppo ha eseguito il brano anche presso il Polsat SuperHit Festival di Sopot in Polonia, concludendo l'esibizione con un bacio tra David e Raggi come segno di protesta verso la tipologia di politica adottata nei confronti della comunità LGBT.
Intorno allo stesso periodo I Wanna Be Your Slave è entrato in rotazione radiofonica in Svezia, mentre nel mese di luglio è stato estratto come singolo anche nel Regno Unito e in Italia.

## Video musicale
Le prime informazioni relative a un video musicale per il singolo sono giunte il 5 luglio 2021 attraverso una foto diffusa dal gruppo su Instagram ed è stato descritto dalla critica specializzata come «un inno alla sessualità libera, priva di inibizioni e sovrastrutture».
Il video, la cui divulgazione è avvenuta il 15 luglio seguente attraverso il canale YouTube del gruppo, è stato diretto da Simone Bozzelli e si caratterizza per svariati contenuti NSFW.

## Tracce
Download digitale
1. I Wanna Be Your Slave (con Iggy Pop) – 2:51

7"
- Lato A

1. I Wanna Be Your Slave (with Iggy Pop) – 2:51

- Lato B

1. I Wanna Be Your Slave – 2:53

## Formazione
Gruppo
- Damiano David – voce
- Victoria De Angelis – basso
- Thomas Raggi – chitarra
- Ethan Torchio – batteria

Produzione
- Fabrizio Ferraguzzo – produzione
- Måneskin – produzione
- Enrico La Falce – registrazione, missaggio, mastering
- Luca Pellegrini – registrazione
- Enrico Brun – produzione aggiuntiva

## Successo commerciale
All'indomani della vittoria del gruppo all'Eurovision Song Contest 2021, l'album Teatro d'ira - Vol. I ha iniziato a riscuotere successo a livello globale e I Wanna Be Your Slave è diventata la traccia più proficua, irrompendo tra i primi posti delle classifiche virali di Spotify in diversi paesi.
Nella Official Singles Chart del Regno Unito il singolo è entrato in top ten alla settima posizione con 26 849 unità di vendita totalizzate nella settimana del 18 giugno 2021, divenendo la prima top ten del gruppo che è così diventato il primo artista vincitore della manifestazione eurovisiva ad arrivare nei primi dieci posti britannici da Loreen che con la sua Euphoria arrivò alla terza posizione nel 2012. Ha inoltre consacrato i Måneskin come il primo gruppo rock italiano nella storia della classifica a raggiungere la top ten. Due settimane dopo è approdato nella top five grazie ad ulteriori 35 137 unità.
Negli Stati Uniti d'America I Wanna Be Your Slave ha ottenuto un buon successo, venendo certificato disco di platino dalla RIAA per le oltre 1 milione di unità vendute; ha raggiunto il 25º posto nella Hot Rock & Alternative Songs e conquistato la vetta della Hot Hard Rock Songs nel mese di giugno con un totale di 2,3 milioni di stream, rimanendoci per ventisei settimane non consecutive.

## Classifiche

### Classifiche settimanali
| Classifica (2021-23)             | Posizione massima |
| -------------------------------- | ----------------- |
| Australia                        | 15                |
| Austria                          | 2                 |
| Belgio (Fiandre)                 | 7                 |
| Belgio (Vallonia)                | 49                |
| Canada                           | 29                |
| Canada (rock)                    | 6                 |
| Croazia                          | 16                |
| Danimarca                        | 7                 |
| Finlandia                        | 1                 |
| Francia                          | 71                |
| Germania                         | 3                 |
| Grecia                           | 2                 |
| Irlanda                          | 4                 |
| Islanda                          | 8                 |
| Italia                           | 7                 |
| Lettonia                         | 13                |
| Lituania                         | 2                 |
| Norvegia                         | 2                 |
| Nuova Zelanda                    | 21                |
| Paesi Bassi                      | 3                 |
| Perù                             | 87                |
| Polonia                          | 4                 |
| Portogallo                       | 13                |
| Regno Unito                      | 5                 |
| Repubblica Ceca                  | 2                 |
| Slovacchia                       | 1                 |
| Spagna                           | 47                |
| Stati Uniti                      | 107               |
| Stati Uniti (alternative)        | 21                |
| Stati Uniti (hard rock)          | 1                 |
| Stati Uniti (mainstream rock)    | 32                |
| Stati Uniti (rock & alternative) | 11                |
| Sudafrica                        | 24                |
| Svezia                           | 4                 |
| Svizzera                         | 6                 |
| Ungheria                         | 2                 |

### Classifiche di fine anno
| Classifica (2021) | Posizione |
| ----------------- | --------- |
| Austria           | 14        |
| Belgio (Fiandre)  | 53        |
| Canada            | 83        |
| Danimarca         | 45        |
| Finlandia         | 2         |
| Germania          | 25        |
| Irlanda           | 46        |
| Islanda           | 35        |
| Italia            | 16        |
| Norvegia          | 33        |
| Paesi Bassi       | 61        |
| Polonia           | 34        |
| Portogallo        | 74        |
| Regno Unito       | 40        |
| Svezia            | 34        |
| Svizzera          | 42        |
| Ungheria          | 13        |
| Classifica (2022) | Posizione |
| Lituania          | 76        |

## Date di pubblicazione
| Paese                 | Data           | Formato                          | Versione     | Etichetta       | Note   |
| --------------------- | -------------- | -------------------------------- | ------------ | --------------- | ------ |
| Svezia                | 18 giugno 2021 | Contemporary hit radio           | Originale    | Sony Music, RCA | [ 22 ] |
| Regno Unito           | 2 luglio 2021  | Contemporary hit radio           | Originale    | Sony Music, RCA | [ 30 ] |
| Italia                | 16 luglio 2021 | Contemporary hit radio           | Originale    | Sony Music, RCA | [ 31 ] |
| Mondo                 | 6 agosto 2021  | 7", download digitale, streaming | con Iggy Pop | Sony Music, RCA | [ 73 ] |
| Stati Uniti d'America | 1º marzo 2022  | Airplay                          | Originale    | Arista          | [ 74 ] |

## Riconoscimenti
- Emma gaala
  - 2022 – Canzone straniera più ascoltata in streaming dell'anno[75]

- MTV Video Music Awards
  - 2022 – Miglior video alternativo[76]

- SIAE Music Awards
  - 2023 – Canzone italiana all'estero[77]